# Carl-Einar Jonsson

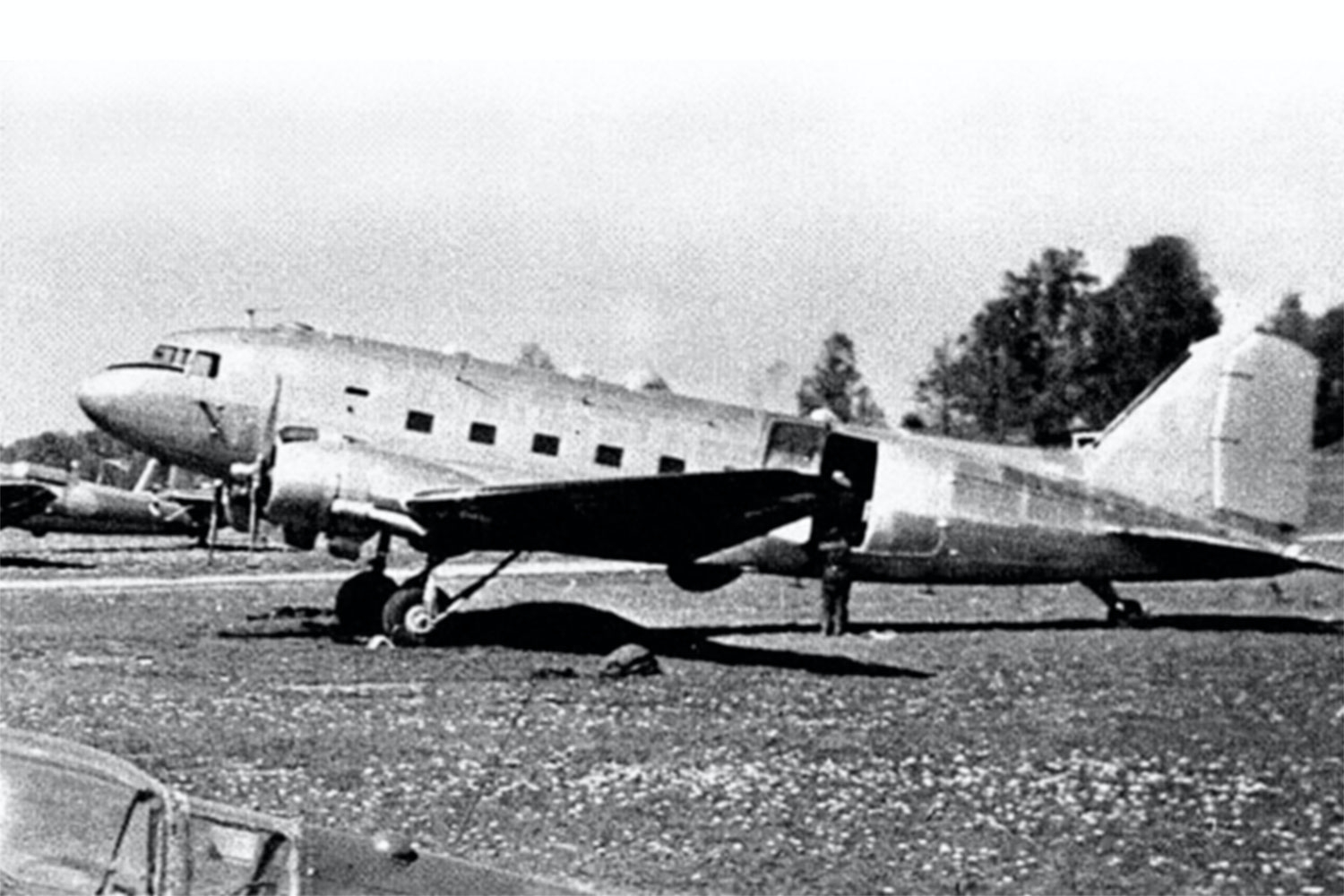
DC 3:an, en Tp 79 Hugin med flypvapennummer 79001 på F 8 Barkarby 1951.

Carl-Einar Jonsson, född 22 augusti 1921, död 13 juni 1952, var operatör och gruppchef för FRA:s personal ombord på det svenska signalspaningsplanet som sköts ner av ett sovjetiskt Mig-15-plan den 13 juni 1952 över internationellt vatten öster om Gotska Sandön under en topphemlig flygning i närheten av en stor sovjetisk marinövning.
Planet återfanns genom försorg av en privat efterforskningsexpedition som leddes av dykaren och den tidigare stridspiloten Anders Jallai den 10 juni 2003. Vraket låg på 120 meters djup, 55 kilometer öster om Gotska Sandön. Jonsson är en av fyra besättningsmän vars kvarlevor kunnat identifieras i det bärgade vraket vilket gjordes den 30 april 2004 av id-kommissionen.
Den 13 juni 2004, efter exakt 52 år, tilldelades männen som var med på flygningen postumt Försvarsmaktens förtjänstmedalj i guld under en ceremoni på Berga örlogsskolor. Medaljerna överräcktes av överbefälhavare (ÖB) Håkan Syrén till anhöriga efterlevande.